# Nuestra Señora de la Luz (Las Palmas de Gran Canaria)
Nuestra Señora de la Luz es una imagen de la Virgen María que se venera en la parroquia matriz de Nuestra Señora de la Luz en el popular barrio de La Isleta de Las Palmas de Gran Canaria, Canarias. Ostenta el patronazgo general sobre el puerto a quién da nombre y en septiembre de 1984 es nombrada alcaldesa mayor perpetua de la ciudad de Las Palmas de Gran Canaria, siendo alcalde Juan Rodríguez Doreste. Sus fiestas de la Naval son las más antiguas de la ciudad capitalina.

## Autoría de la imagen
La imagen de la Virgen es obra del escultor grancanario José Miguel Luján Pérez, realizada en 1799 por encargo de la familia del capitán José de Arboniés para ser venerada en el templo parroquial del Puerto.
Es una talla completa realizada en madera de cedro policromada, la Virgen porta en sus brazos al Divino Infante que se encuentra a su derecha. El cabello de María aparece al descubierto sin manto alguno. Porta una media luna a sus pies símbolo de la Virgen apocalíptica y el bastón de mando de la ciudad de Las Palmas de Gran Canaria, como alcaldesa mayor y perpetua y patrona general del Puerto.

## Cultos y festividad de la Virgen
Los actos y cultos en honor de Nuestra Señora de la Luz tienen lugar en el mes de octubre, en la cual procesiona en dos ocasiones en el día de su festividad (el segundo sábado del mes) y en el domingo de la celebración de su octava. Sus fiestas son conocidas como las fiestas de la Naval, fiestas que tiene la consideración de fiestas de la ciudad. Durante sus fiestas se le consagra un quinario.